# Xenotropic murine leukemia virus-related virus
„Xenotropic murine leukemia virus-related virus“ (wissenschaftlich „Xenotropic MLV-related virus“, „Xenotropic MuLV-related virus“, „XMRV“) ist eine vorgeschlagene Virusspezies in der Gattung Gammaretrovirus, die erstmals im Jahr 2006 als offenbar neuartiges menschliches Pathogen in Gewebeproben von Männern mit Prostatakrebs beschrieben wurde. Erste Berichte hatten das Virus fälschlicherweise mit Prostatakrebs und später mit dem Chronischen Fatigue-Syndrom (heute: ME/CFS) in Verbindung gebracht. Nachfolgende Untersuchungen ergaben, dass XMRV tatsächlich eine Laborkontamination und kein neuartiger Erreger war.

## Geschichte
„XMRV“ wurde in einem Labor der University of California, San Francisco unter Joseph DeRisi, und Robert Silverman und Eric Klein (Cleveland Clinic) entdeckt. Silverman vermutete, dass die mutmaßliche Verbindung von RNase-L-Variationen und erhöhtem Krebsrisiko eine erhöhte Anfälligkeit gegenüber einem verursachenden Virus reflektieren könnte. Dies führte zur Entdeckung von „XMRV“. Inzwischen ist bekannt, dass es sich bei „XMRV“ um ein nicht in der Natur vorkommendes Virus handelt, da die XMRV-Sequenz nur von wenigen Arbeitsgruppen nachgewiesen werden konnte, dabei – bei RNA- und Retroviren einzigartig – nur sehr geringe Unterschiede in der Genomsequenz auftraten. Weiterhin existierte auch keine Dosis-Wirkungsbeziehung und ein Nachweis von Virionen (z. B. per TEM oder MALDI-TOF) oder von Immunreaktionen (z. B. per ELISA, ELISPOT oder Western Blot) wurde nicht erbracht. Zuletzt konnten die zugrundeliegenden Versuchsergebnisse mehrfach nicht von anderen Arbeitsgruppen wiederholt werden (siehe Reproduzierbarkeit). Daher wurden bereits Veröffentlichungen bezüglich der Pathogenese des Chronischen Fatigue-Syndroms durch den Verlag zurückgezogen (siehe Abschnitt Diskussion über Erkrankungen).

## Klassifikation und Genom
„XMRV“ gehört zur Familie der Retroviren und zum Genus der Gammaretroviren. Es hat ein doppelsträngiges RNA-Genom und reproduziert sich durch eine DNA-Kopie. Sein Name bezieht sich auf die nahe Verwandtschaft zum Murinen Leukämievirus. Das Genom, mit einer geschätzten Länge von 8100 Nukleotiden ist zu 93–94 % identisch mit einigen exogenen Mausviren.
Einige XMRV-Gensequenzen wurden bereits veröffentlicht. Diese Sequenzen sind fast identisch, was ungewöhnlich ist, da Retroviren ihr Genom mit relativer Ungenauigkeit replizieren; dies führt normalerweise – wie beim Beispiel HIV – zu hohen Mutationsraten.

## Übertragung
„XMRV“ ist nahe verwandt mit einigen bekannten xenotropischen Mäuseviren. Diese Viren erkennen und infizieren Zellen von Nicht-Nagern mittels des Rezeptors XPR1 (xenotropic and polytropic murine leukemia virus receptor). Einige Autoren spekulieren das Virus könne sexuell übertragbar sein, jedoch wurde die Übertragung von Mensch zu Mensch, falls überhaupt vorhanden, nicht untersucht. Sowohl zelluläre als auch zellfreie Übertragung konnte in vitro beobachtet werden.

## Pharmakologie
Eine 2010 in der Public Library of Science veröffentlichte Studie kam zu dem Schluss, dass vier Aidsmedikamente auch die Replikation von „XMRV“ unterdrücken könnten. Dabei handelte es sich um zwei retrovirale Integraseinhibitoren (Raltegravir, L-000870812), und zwei Nukleosidische Reverse-Transkriptase-Inhibitoren (Tenofovir und Zidovudin). Auch wurden synergetische Effekte bei der gemeinsamen Verwendung dieser Medikamente beobachtet.

## Diskussion über Erkrankungen
Es wurden Zusammenhänge zwischen XMRV-positiven Proben und Prostatakrebs bei Patienten mit einer Mutation der RNase L (R462Q) oder dem Chronischen Fatigue-Syndrom aufgestellt, welche sich inzwischen als Erkenntnisse aufgrund von Laborkontaminationen herausgestellt haben. Zwei Studien brachten das Virus in Zusammenhang mit Prostatakrebs, während andere Studien keine Zusammenhänge feststellen konnten.
Auch bezüglich der möglichen Verbindung zum Chronischen Fatigue-Syndrom wurden die ursprünglichen Beobachtungen durch mehrere Studien widerlegt.
Aufgrund der in Science berichteten Verbindung von „XMRV“ und Chronischem Fatigue-Syndrom sahen sich das Kanadische Gesundheitsministerium, die Neuseeländischen Blutbanken, und das Australische Rote Kreuz 2010 vorübergehend dazu veranlasst, ein Blutspendeverbot von Menschen mit Chronischem Fatigue-Syndrom zu verhängen. Am 18. Juni 2010 empfahl auch die amerikanische AABB provisorisch keine Blutspenden mehr anzunehmen.
Da zum Nachweis des Retrovirus ausschließlich extrem empfindliche Nachweismethoden verwendet wurden (PCR oder nested PCR), ist der Verdacht geäußert worden, dass die Nachweise auf Laborkontaminationen beruhen könnten. Mehrere Arbeiten unterstützen diese Ansicht, da sie die Kontamination von kommerziellen Kits mit Maus- (muriner) DNA nachgewiesen haben, und die gefundenen DNA-Sequenzen zum Teil auf die in vielen Laboren verwendete Prostatakarzinom-Zelllinie 22Rv1 zurückführen konnten.
Im September 2011 zogen die Autoren der ursprünglichen Studie, die einen vermeintlichen Zusammenhang zwischen „XMRV“ und Chronischem Fatigue-Syndrom herstellte, wesentliche Teile ihrer Veröffentlichung zurück. Im Dezember 2011 wurde die gesamte Veröffentlichung vom Magazin Science widerrufen.